# William Thompson (abolitionniste)
Pour les articles homonymes, voir William Thompson et Thompson.
William Thompson est un abolitionniste américain né en août 1833  dans le New Hampshire, et mort le 17 octobre 1859 à Harpers Ferry, alors en Virginie. Comme son frère Dauphin Thompson, il est connu pour son engagement aux côtés de John Brown : il participe à son raid contre Harpers Ferry, au cours duquel il est tué.